# Grijpstra en de Gier 2: De Ratelrat
Grijpstra en De Gier: De Ratelrat is een Nederlandse film uit 1987 van Wim Verstappen, met in de hoofdrollen Rijk de Gooyer en Peter Faber. De film heeft als alternatieve titel De Rattelrat. Het scenario van Rogier Proper is gebaseerd op het boek De ratelrat (1984) van Janwillem van de Wetering.  Het camerawerk is van Frans Bromet.
Dit is de vervolgfilm op Grijpstra en De Gier uit 1979, maar de rol van brigadier De Gier werd ditmaal gespeeld door Peter Faber.

De voorpremière vond plaats in de nacht van 30 op 31 januari 1987 in het City Theater te Amsterdam. De film kreeg slechte kritieken en flopte in de bioscopen.

## Verhaal
In Amsterdam wordt in het Oosterdok een uitgebrand bootje gevonden met daarin een lijk. De Amsterdamse rechercheurs Grijpstra en De Gier onderzoeken de moord en al snel blijkt het slachtoffer een Friese handelaar in schapen te zijn, Douwe Scherjoen geheten. Het spoor lijkt nu naar Friesland te leiden. Beide rechercheurs worden gestationeerd op het Friese platteland. De Gier raakt verliefd op de Friese motoragente Hylkje en Grijpstra is blij in de geboortestreek van zijn ouders te zijn, ver weg van zijn vrouw. Ze hebben ruzie en mevrouw Grijpstra belt hem om de haverklap op. Maar dat is maar een klein ongemak voor Grijpstra die dankbaar gebruikmaakt van het aanbod van adjudant Oppenhuizen om in diens huis te verblijven. Het enige wat hij hoeft te doen is zorg te dragen voor de ratelrat Eddie - die hem naar de dader leidt. Adjudant Oppenhuizen blijkt tot zijn nek in de onderwereld te zitten. Hij geeft verblijfsvergunningen af, in ruil voor heroïne. De moord op Scherjoen, in werkelijkheid een drugshandelaar, was een liquidatie die de adjudant uitvoerde in opdracht van Chinezen die de concurrentie wilden uitschakelen. Oppenhuizen bekent dit alles aan De Gier en pleegt uiteindelijk zelfmoord.

## Rolverdeling
| Acteur                | Personage                |
| --------------------- | ------------------------ |
| Rijk de Gooyer        | adjudant Henk Grijpstra  |
| Peter Faber           | brigadier Rinus De Gier  |
| Marc Klein Essink     | hoofdagent Simon Cardozo |
| Bernard Droog         | commissaris              |
| Sacco van der Made    | cafébaas Troelstra       |
| Marjan Berk           | mevrouw Grijpstra        |
| Annemieke Verdoorn    | Hylkje Hilarius          |
| Hidde Maas            | luitenant Sudema         |
| Tetske van Ossewaarde | Gyske Sudema             |
| Henk van Ulsen        | patholoog-anatoom        |
| Rob Fruithof          | judo-instructeur         |
| Carine Weve           | secretaresse             |
| Toon Agterberg        | Arie                     |
| Hans Hofkamp          | Frits                    |
| Jacques Luijer        | Henk Houtsma             |
| Pieter Lutz           | adjudant Oppenhuizen     |
| Steve Heinze          | rechercheur              |
| Jon Bluming           | dronken chauffeur        |
| Jaye Kruyer           | junk in Beethovenstraat  |
| Lesley Lengkeek       | blondje in auto          |
| Lilian van Everdingen | meisje in neglige        |
| Frits Jansma          | agent waterpolitie       |
| Johan Kasper          | agent waterpolitie       |
| Ivonne Lutz           | vrouw van Opperhuizen    |
| Femke Boersma         | Mem Scherjoen            |
| Bob van Tol           | tandarts                 |
| Zeger Hartgers        | overste Rijkspolitie     |
| Bartho Braat          | kolonel Marecheusse      |
| Hans Beijer           | heer uit zachte sector   |
| Jaap Stobbe           | neef Sudema              |
| Frank Schaafsma       | deserteur                |
| Ronald de Beer        | dokter Wang              |
| Lettie Oosthoek       | winkelierster            |
| Tom Jansen            | surrealist               |
| Nico Drost            | hoofdcommissaris         |
| Petra Vinkemöller     | sectratesse politie      |
| Marijke Copper        | tandarts-assistentie     |
| Annemieke Verdoorn    | Hylkje Hilarius          |
| Willem van Dooren     | helikopterpiloot         |
| Helen van Meurs       | vrouw van commissaris    |

## Opnamelocaties
De film is opgenomen in Amsterdam, Leeuwarden, Idsegahuizum, bij Dokkumer Nieuwe Zijlen, op de Afsluitdijk, en op Ameland.

## Achtergrond
Producent Rob Houwer had graag een serie films willen produceren rond het politieduo Grijpstra en De Gier. Samen met Wim Verstappen was hij in 1979 verantwoordelijk voor de eerste film rond het duo, gebaseerd op Het lijk in de Haarlemmer Houttuinen van Van de Wetering, en hij had volgens eigen zeggen destijds een optie genomen op de verfilming van alle Grijpstra en De Gier-boeken. Maar Verstappen en Houwer kregen ruzie, en de tweede Grijpstra en De Gier-film kwam pas in 1986 tot stand. Ditmaal was Frans Rasker de producent. Rutger Hauer, die in 1979 de rol van brigadier De Gier had vertolkte, werkte inmiddels met succes in Hollywood en was niet beschikbaar. De rol van De Gier werd uiteindelijk gespeeld door Peter Faber.
De film werd slecht ontvangen. Critici verweten Verstappen dat het verhaal elke spanning miste en te ingewikkeld was, met veel subplots die nergens toe leidden, en dat de oorlog tussen twee Chinese drugsbendes zo uit de lucht kwam vallen dat zelfs de hoofdrolspelers er door overdonderd leken. De film, die mede was gefinancierd door de AVRO, werd een flop in de bioscopen en was, gehermonteerd tot de driedelige miniserie Het lijk uit Friesland, ook op televisie geen succes.